# Тадини, Арканджело
Арканджело Тадини (итал. Arcangelo Tadini; 12 декабря 1846, Брешиа, Ломбардо-Венецианское королевство — 20 мая 1912, Брешиа, Ломбардия) — святой Римско-Католической Церкви, священник.

## Биография
В 1862 году поступил в духовную семинарию. В 1870 году был рукоположён в священника, но первый год своего священства был вынужден из-за болезни провести у своих родителей. С 1871 по 1973 год служил викарием в паломническом центре Санта Мария де ла Ноче, возле Брешиа. В 1885 году был назначен на церковную должность декана, которую он исполнял следующие 25 лет. Исполнял со рвением пастырские обязанности, организуя проведение литургии, основывая различные церковные братства, ремонтируя храмы. Основал Ассоциацию Помощи Рабочим, которая помогала рабочим, пострадавшим от жестокой индустриализации, которая в то время стала распространяться в Италии. Чтобы обучить молодых девушек, он основал женскую монашескую конгрегацию «Сёстры святого Семейства из Назарета». Монахини этой конгрегации работали вместе с работающими женщинами на фабриках, помогая им своим примером и распространяя среди них христианство.
В своих проповедях учил прихожан, что труд не является проклятием, а средством спасения, тем самым косвенно Арканджело Тадини повлиял на развитие социального учения Католической Церкви.

## Прославление
24 октября 2001 года Арканджело Тадини был причислен к лику блаженных папой Иоанном Павлом II, к лику святых был причислен 19 апреля 2009 года папой Бенедиктом XVI.
День памяти в католической церкви — 21 марта.